# Ryukyu-Langflügelfledermaus
Die Ryukyu-Langflügelfledermaus (Miniopterus fuscus) ist einer Fledermaus in der Gattung der Langflügelfledermäuse, die endemisch auf den japanischen Ryūkyū-Inseln vorkommt.
Die Art erreicht eine durchschnittliche Kopf-Rumpf-Länge von 53 mm und eine Schwanzlänge von 52,5 bis 55 mm. Sie hat durchschnittlich 10,9 mm lange Ohren, 9,4 mm lange Hinterfüße und 42 bis 46 mm lange Unterarme. Gewichtsangaben fehlen. Je nach Exemplar hat das Fell eine rotbraune, dunkel graubraune oder schwarzbraune Farbe. Es wird aus Haaren gebildet, die nicht gebändert sind.
Diese Fledermaus bewohnt fast die gesamten Ryūkyū-Inseln nördlich bis zu den Amami-Inseln. So kommt sie auf Amami-Ōshima, Tokunoshima, Okinoerabu-jima, Okinawa, Kume-jima, Ishigaki-jima und Iriomote-jima vor. Ein Exemplar, das auf der südkoreanischen Insel Jejudo dokumentiert wurde, war vermutlich auf einem kurzzeitigen Streifzug. Auf der Insel Honshū, wo Individuen 1933 gefangen wurden, ist die Art vermutlich ausgestorben. Die Ryukyu-Langflügelfledermaus hält sich in Wäldern auf, die im Flachland und in bis zu 1300 Meter hohen Gebirgen liegen.
In Höhlen oder Bergbaustollen werden außerhalb der Fortpflanzungszeit Kolonien von mehreren hundert Exemplaren gebildet. Die Fledermäuse sind nachtaktiv und sie halten keine Winterruhe. Sie fangen im Flug Insekten, die hauptsächlich zu den Ordnungen Schmetterlinge, Hautflügler und Zweiflügler zählen. Vor der Geburt der Nachkommen bilden Weibchen zwischen Juni und August eigene Kolonien, die mehrere tausend Mitglieder haben können. Einige Weibchen können sich schon nach einem Jahr erstmals fortpflanzen, doch gewöhnlich erfolgt die Geburt der ersten Jungtiere nach zwei Jahren.
Störungen durch Besucher an den Ruheplätzen wirken sich negativ auf die Population aus. Die Anzahl der Exemplare pro Kolonie sinkt kontinuierlich. Deshalb wird die Ryukyu-Langflügelfledermaus von der IUCN als „stark gefährdet“ (endangered) gelistet.